# SP☆なかてま
SP☆なかてま（エスピー・なかてま）は、日本の漫画家。代表作に『B.M.N』。旧名：なかてまゆうけん。
ハロルド作石の元アシスタント。ペンネームの「SP」は「作石プロ」の略。
2012年4月より、漫画活動以外にも
『デザイン事務所studio tema』の“代表描師TEMA”としても活動。

## 作品一覧
- BALANCE（『ヤングキング』連載、少年画報社、全2巻）
- B.M.N.ジャパン（『月刊少年チャンピオン』連載、秋田書店、全12巻）
- B.M.N.（『月刊少年チャンピオン』連載、秋田書店、全13巻）
- B.M.N.外伝（『月刊少年チャンピオン』連載、秋田書店、単巻）
- らしさ!（『月刊少年チャンピオン』『武装戦線』連載、秋田書店、単巻）
- 勝手に高橋ヒロシに参加（『月刊少年チャンピオン』掲載、単巻）
- ぎゃんぐきんぐ（『ヤングキング』掲載、単巻）

## 師匠
- ハロルド作石